# Djúpini
De Djúpini is een zeestraat die de Faeröerse eilanden Eysturoy en Kalsoy van elkaar scheidt. De zeestraat is ongeveer 15 kilometer lang. Aan de westkant van de zeestraat snijden drie fjorden het land in, van noord naar zuid zijn dat Funningsfjørður, Oyndarfjørður en Fuglafjørður. In het zuiden loopt de Djúpini over in het Leirvíksfjørður.